# Vittorio Sella
Pour les articles homonymes, voir Sella.
Vittorio Sella, né le 28 août 1859 à Biella (Piémont, Italie) où il est mort le 12 août 1943, est un alpiniste et photographe italien connu pour avoir été un des pionniers de la photographie en haute montagne.

## Biographie

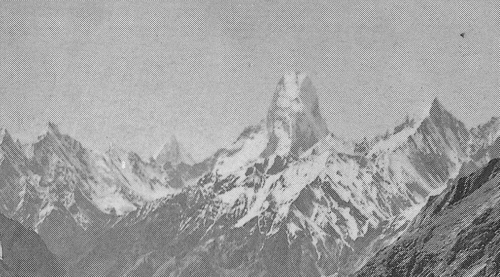
Photo de la tour de Mustagh (7273 m) prise par Vittorio Sella lors de l'expédition au K2 en 1909.

Vittorio Sella est le fils de l'industriel Giuseppe Venanzio Sella et de Clementina Mosca Riatel ; c'est à son oncle, Quintino Sella, fondateur du Club alpin italien, qu'il doit sa passion pour la montagne. Ses frères, Alessandro, Alfonso, Corradino et Gaudensio ont également été alpinistes.
Vittorio Sella est initié à la photographie par Vittorio Besso, fondateur dès 1859 d'un studio de photographie alpine à Biella. En 1879, il fait ses premiers clichés de montagne au sommet du mont de Mars (au nord de son village de Biella) en compagnie de son mentor, y réalisant six panoramas des Alpes pennines. Pour ses prises de vue, il ne s'intéresse qu'à la haute montagne y montant un matériel à l'époque très lourd. Au cours des années suivantes, il explore systématiquement les Alpes, du Dauphiné au Tyrol. En 1882, il accomplit de nombreuses ascensions remarquables, dont, le 17 mars, la première traversée hivernale du Cervin en compagnie des guides Louis, Baptiste et Jean-Antoine Carrel. L'été suivant, il retourne au sommet du Cervin pour fixer sur la pellicule son panorama dont il tire un recueil de douze photographies. Il réalise également les ascensions hivernales du mont Rose, du Liskamm et, en 1888, du mont Blanc en traversée.
Il prend part à diverses expéditions hors d'Italie :
- trois dans le Caucase en 1889, 1890 et 1896, où un sommet porte toujours son nom[5] ;
- l’ascension du mont Saint-Élie en Alaska en 1897 ;
- au Sikkim et au Népal en 1899 (tour du Kangchenjunga avec Douglas William Freshfield) ;
- éventuellement l’ascension du mont Stanley en Ouganda en 1906, à l'occasion d’une expédition dans le Rwenzori ;
- une reconnaissance au K2 en 1909 ;
- au Maroc en 1925.

Lors des expéditions en Alaska, en Ouganda et au Karakoram (K2), il accompagne le duc des Abruzzes, Louis-Amédée de Savoie.
Sella poursuit la pratique de l’alpinisme jusqu'à un âge avancé, accomplissant son ultime tentative au Cervin à 76 ans : cette fois, il doit interrompre l'ascension à la suite d’un accident au cours duquel un de ses guides est blessé.
Sella meurt dans sa ville natale pendant la Seconde Guerre mondiale. Sa collection photographique y est aujourd'hui gérée par la fondation Sella.

## Photographie: valeur scientifique et réception critique
Ses photos de montagne passent encore de nos jours pour être parmi les plus belles jamais faites. Jim Curran estime que « Sella reste sans doute le plus grand photographe de la montagne. Son nom est synonyme de perfection technique et de raffinement esthétique. »
La qualité des photos de Vittorio Sella s'explique en partie par l'emploi d'une chambre photographique de 30 × 40 cm, nonobstant la difficulté que comportait le transport d'un tel appareil, à la fois lourd et fragile, dans des endroits peu accessibles : pour pouvoir le transporter en toute sécurité, il a dû faire fabriquer des pièces spéciales, susceptibles d'être rangées dans des sacs de selle, des bâts et des sacs à dos adaptés. Ses photographies ont connu une large diffusion, que ce soit à travers la presse ou dans les galeries, et ont été unanimement célébrées ; Ansel Adams, qui a pu en admirer trente-et-une lors d'une exposition que Sella avait organisée au Sierra Club américain, a dit qu'elles lui ont inspiré « un sentiment d’émerveillement de type religieux ». Plusieurs de ses clichés ont été pris dans des montagnes dont il n'existait jusque-là aucune représentation, et ont pour cette raison une valeur autant artistique qu'historique ; par exemple, on a pu les utiliser pour mesurer le recul des glaciers du Rwenzori en Afrique centrale.

Photographies prises lors d’une expédition dans le Caucase et à proximité (Géorgie et Daghestan actuels) vers 1890
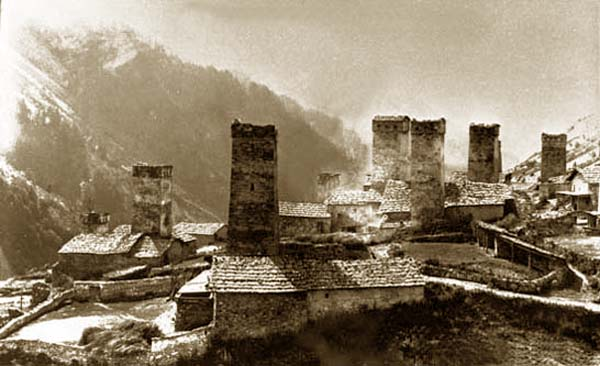
Village de Mulakhi.
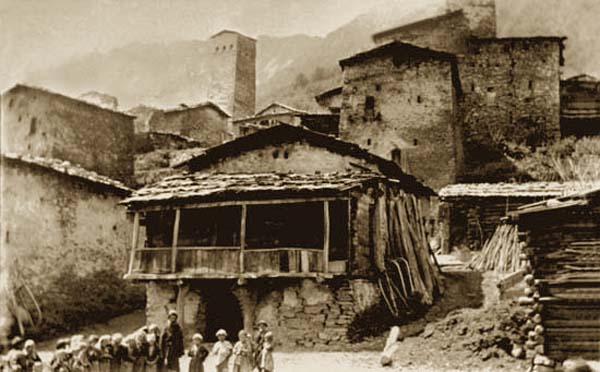
Village de Gebi.
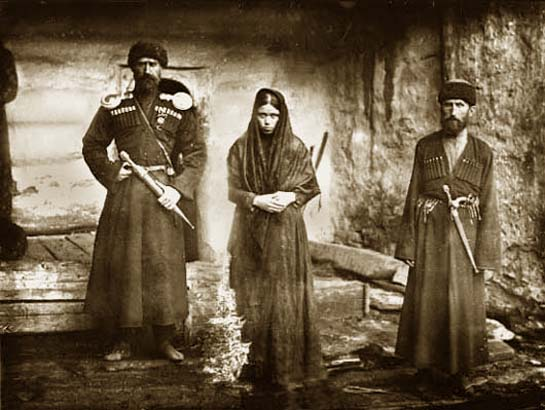
Les Gelovani, famille princière de Géorgie, qui a un temps régné en Svanétie.
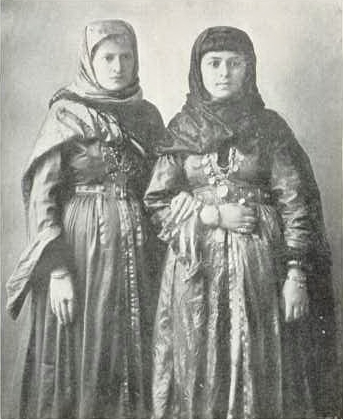
Jeunes juives du Daghestan.
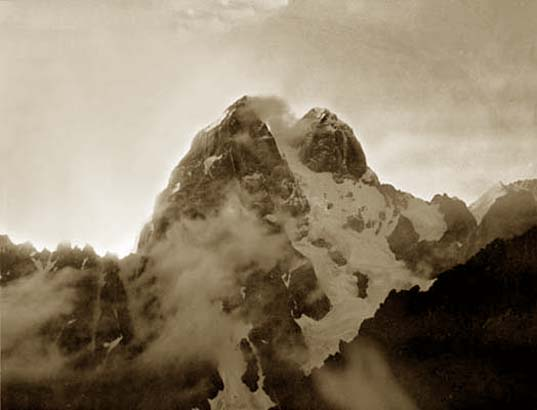
Le mont Ouchba (4 710 m).
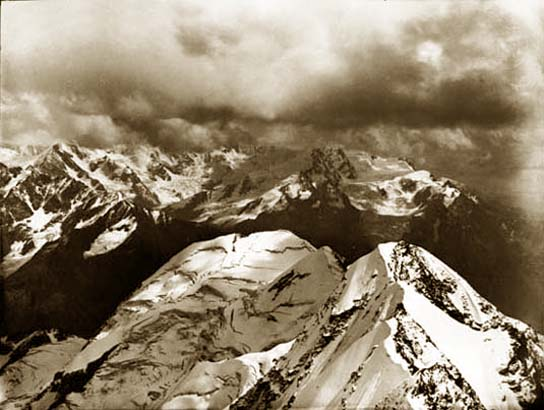
Panorama sur les monts de la Svanétie.

Deux photographies prises lors d’une expédition dans l'Himalaya oriental (Sikkim et Népal) en 1899 et trois autres pendant l'expédition au K2 de 1909
Vue du Siniolchu (6 888 m), depuis le glacier de Zemu (long de 29 km vers 1900) ; des alpinistes progressent en bas à droite.
Camp sur la moraine du glacier de Zemu après une chute de neige.
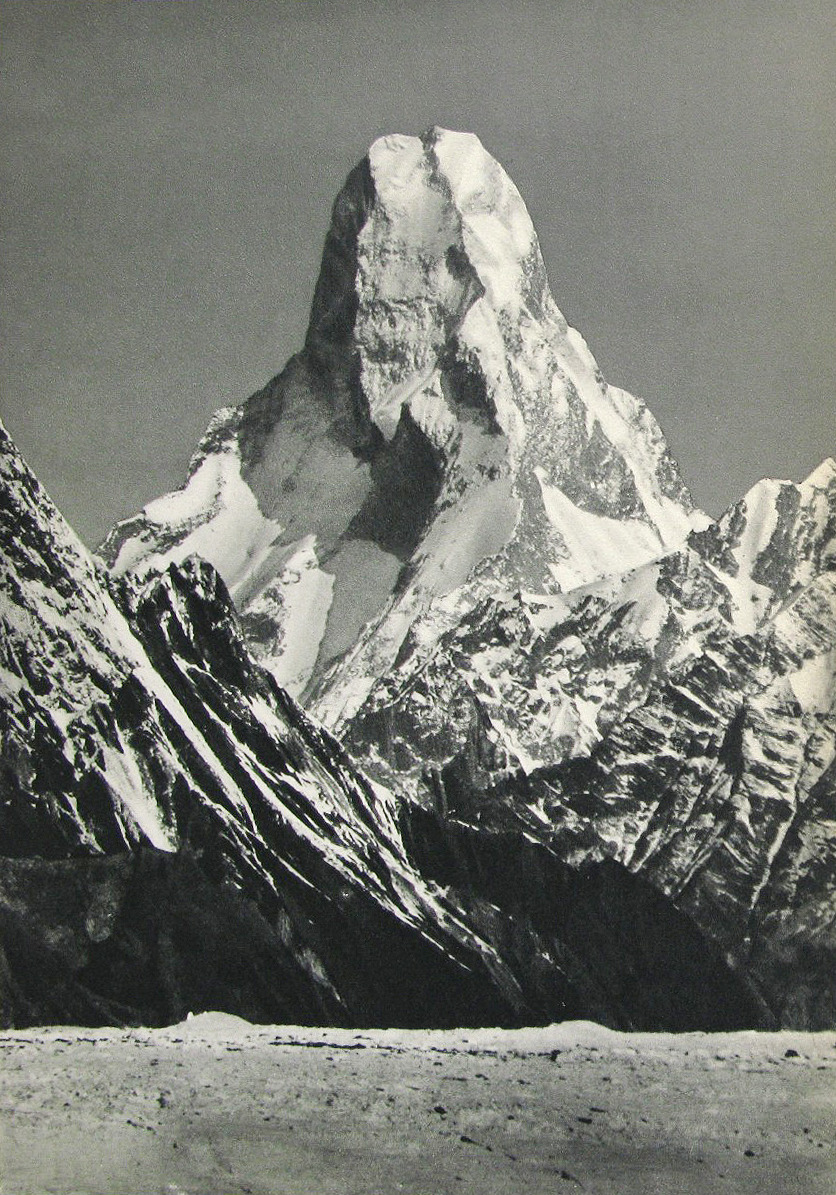
Vue de la tour de Mustagh (7 273 m), depuis les pentes ouest du Baltoro Kangri (7 312 m). Distance d’environ 35 km : partie supérieure du glacier du Baltoro (long de 62 km en 2006) visible au premier plan[10].
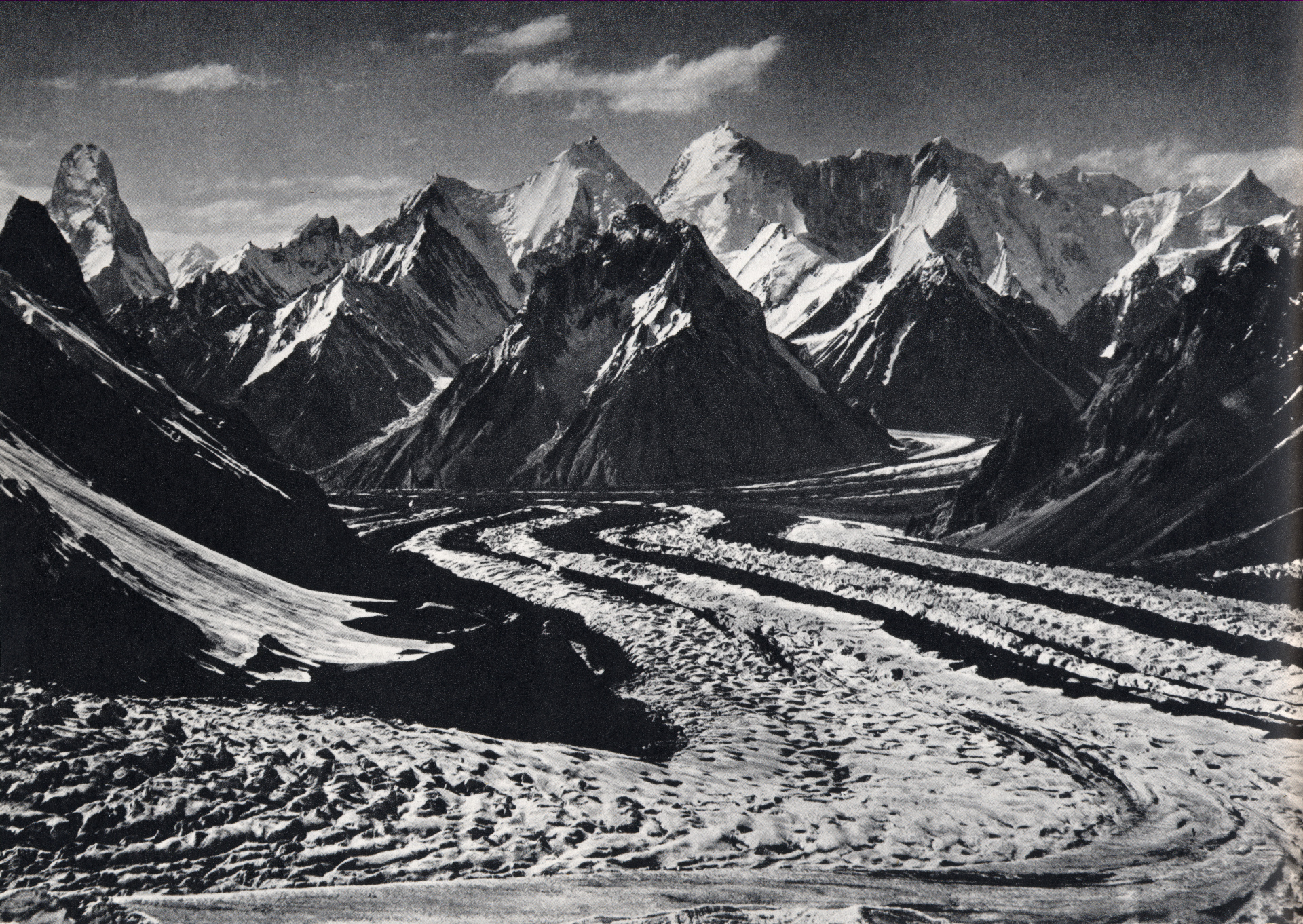
Vue depuis le haut du glacier du Baltoro[a] vers la tour de Mustagh (extrême gauche) et le Skil Brum (7 410 m, centre droit) ; cliquer sur la photo pour voir les étiquettes.
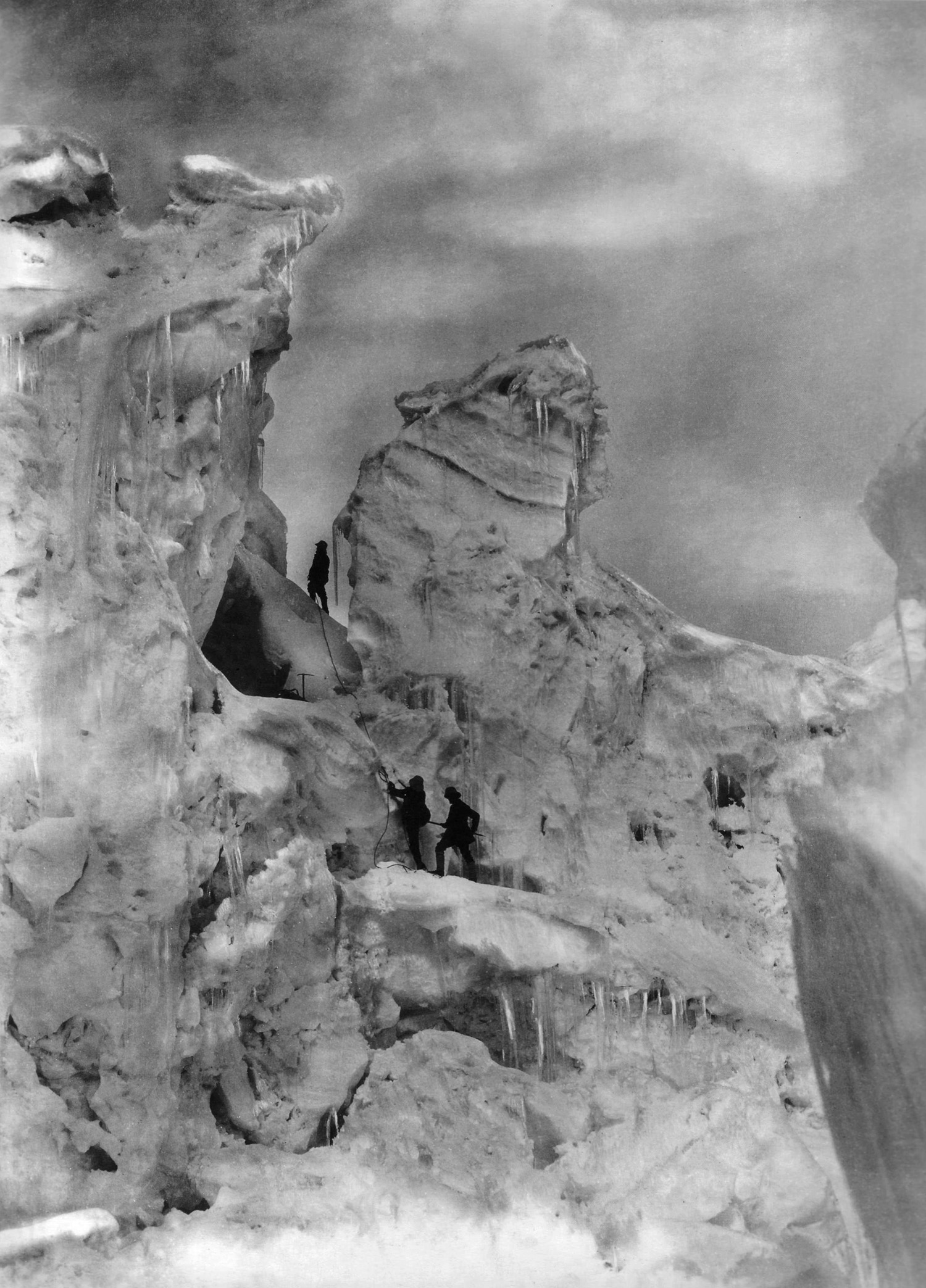
Louis-Amédée de Savoie et des guides escaladant une cascade de glace sur le Chogolisa[10] (7 665 m).

Ses photos ont illustré de nombreux ouvrages de montagne dont :
- The Exploration of the Caucasus, Douglas William Freshfield et Vittorio Sella, 1896.
- The Annals of Mont Blanc, Charles Edward Mathews, 1898.
- The Alps in Nature and History, William Auguste Coolidge.

## Hommage
Son nom a été donné à un refuge du parc national du Grand-Paradis en Vallée d'Aoste : le refuge Vittorio Sella près de Cogne à une altitude de 2 584 m, sur le sentier qui mène, d’est en ouest, de Valnontey (1 666 m) au col du Lauson (3 296 m).